# Chronologie de la Croatie
Cette chronologie de l'Histoire de la Croatie nous donne les clés pour mieux comprendre l'histoire de la Croatie, l'histoire des peuples qui ont vécu ou vivent dans l'actuelle Croatie.

## Moyen Âge

### Haut Moyen-Âge
- 626 : Apparition du duché de Croatie
- 803 :  Le duché devient vassal des Francs
- 876 : Indépendance vis-à-vis des Francs
- 879 : Reconnaissance de la Croatie par le Pape Jean VIII
- 925 : Création du royaume de Croatie

### Moyen Âge central
- 1097 : Union personnelle avec le royaume de Hongrie
- 1102 : Soumission au roi Coloman de Hongrie

## Vers l'époque moderne
- 1493 à 1593 : Guerre de Cent Ans croato-ottomane (en)
- 1527 : La Croatie passe sous la domination des Habsbourgs

## XIXesiècle
- 1809 à 1813 : La Croatie est intégrée à l'Empire
- 1848 : Révolution hongroise, la Croatie est réunifiée sous le ban Josip Jelačić
- 1867 : Compromis austro-hongrois, la Croatie est divisée entre Cisleithanie et Transleithanie
- 1868 : Compromis croato-hongrois, création du royaume autonome de Croatie-Slavonie

## XXesiècle
- Octobre 1918 : indépendance de l'État des Slovènes, Croates et Serbes
- Décembre 1918 : union avec la Serbie et le Monténégro pour former le royaume des Serbes, Croates et Slovènes
- De 1941 à 1945 : création pendant la Seconde Guerre mondiale de l'Etat indépendant de Croatie.
- De 1945 à 1991 : la Croatie fait partie de la République de Yougoslavie.
- 25 juin 1991 : la Croatie proclame son indépendance.
- De 1991 à 1995 : Guerre en Croatie entre la Croatie nouvellement indépendante et la Yougoslavie.
- 15 janvier 1992 : reconnaissance internationale de l'indépendance du pays.
- Décembre 1995 : signature des Accords de Dayton et fin de la guerre.

## XXIesiècle
- 2003 : dépose sa candidature à l'Union Européenne.
- 1er avril 2009 : Adhésion à l'OTAN.
- 9 décembre 2011 : signature du traité d'adhésion à l'Union Européenne.
- Janvier 2012 : oui à 66% au référendum sur l'adhésion à l'Union Européenne.
- 1er juillet 2013 : la Croatie adhère à l'Union Européenne, devenant son vingt huitième état membre.
- 1er janvier 2023 : la Croatie adopte l'euro et devient membre de l'espace Schengen.